# Fiódor Serguéyev
Fiódor Andréyevich Serguéyev en ruso: Фёдор Андре́евич Серге́ев (9 de marzo de 1883-24 de julio de 1921), también conocido como Artiom (del ruso: Артём), fue un revolucionario  bolchevique, político soviético, agitador y periodista. Fue un importante líder en las regiones de Yekaterinoslav, Kursk y los Urales. 

## Primeros años
Fiódor Serguéyev nació en la villa de Glébovo, en la gobernación de Kursk, en una familia campesina. En 1901, se graduó en el Colegio Real de Yekaterinoslav. Fue alumno del Colegio Técnico Superior de Moscú, pero fue expulsado después de participar en una gran protesta estudiantil en el campus el 2 de marzo de 1902.

## Militancia
En 1902 emigró a París, donde estudió en la Escuela Superior de Ciencias. Asistió a conferencias de Lenin. Se afilió entonces al Partido Obrero Socialdemócrata de Rusia (POSDR), definiéndose posteriormente por la fracción bolchevique. El 15 de marzo de 1903, y regresó a Rusia y comenzó su actividad revolucionaria en el Donbás. En el pueblo de Fédorivka, vólost de Voskresensk, uezd de Aleksándrovsk, gobernación de Yekaterinoslav (en el actual óblast de Zaporiyia, Ucrania), creó la primera organización campesina de la región, con unas 400 personas, la cual realizó una huelga el Primero de Mayo. En 1904, fue arrestado dos veces.
Cuando comenzó la Revolución de 1905 trabajaba en una fábrica de locomotoras y hacía parte del grupo revolucionario "Adelante!". En diciembre, encabezó una revuelta en Járkov, reprimida rápidamente por las tropas. Después de la sublevación fue a San Petersburgo y luego a los Urales. En la primavera de 1906 fue elegido delegado IV Congreso del POSDR en Estocolmo. Luego, estuvo activo en el trabajo del Partido en Moscú y en Perm donde dirigió el Comité del POSDR. Fue arrestado y en diciembre de 1909 fue condenado al exilio de por vida en  Siberia y transportado a una aldea en la  provincia de Irkutsk. En 1910, huyó al extranjero a través de Japón, Corea, China y Australia. Vivió en Harbin, Nagasaki, Hong Kong y en Shanghái  cerca de un año. trabajando como peón.
En junio de 1911, llegó a Australia, donde la mayor parte del tiempo vivió en Brisbane. A finales de ese año ya era un líder de la Asociación de Emigrantes Rusos. Bajo su influencia la organización se radicalizó y comenzó a posicionarse como la representación de la clase obrera y más tarde pasó a llamarse Unión de Trabajadores Rusos, en cuyo comité de dirección de entró en 1913. Aprendió inglés. En junio de 1912, se convirtió en editor del periódico ruso Eco de Australia. El mismo año participó en la organización de una huelga general. Hizo parte del Partido Socialista de los Trabajadores de Australia. Fue encarcelado por organizar manifestaciones no autorizadas. Era conocido con el seudónimo de "Big Tom". Participó en la manifestación del 1° de mayo de 1917 en Darwin, después de lo cual regresó a Rusia a través de Vladivostok. En julio de 1917, llegó a Járkov. En agosto fue delegado al VI Congreso del POSDR (b), donde fue elegido miembro  del Comité Central.

## Unión Soviética
En la Revolución de Octubre fue uno de los organizadores de la insurrección armada en Járkov y el Dombás. Partidario activo de la autonomía de Donetsk, el 14 de febrero de 1918 fue elegido presidente del Consejo del Soviet de la República Soviética de Donetsk-Krivói Rog, que nacionalizó las minas y organizó la lucha contra las fuerzas alemanas, austriacas y del Hetmanato y  el Ejército Blanco. Durante la retirada del Ejército Rojo, en agosto, Artiom cayó enfermo de tifo y cuando se recuperó fue enviado transitoriamente por el Partido a Bashkiria. Integrada la región del Donbáss a la República Socialista Soviética de Ucrania por decisión de la Unión Soviética, Artiom fue miembro del Partido Comunista (Bolchevique) de Ucrania y  Organizador del Primer Ejército de Donetsk. 
En abril de 1920 fue reelegido como presidente del comité ejecutivo de Donetsk y se centró en el trabajo para restaurar las minas de carbón de la Cuenca. En los Congresos IX y X del Partido Comunista de la URSS fue elegido miembro del Comité Central. Murió en un accidente durante una prueba del Aerovagón, al regresar de Tula a Moscú. Fue enterrado en la Necrópolis de la Muralla del Kremlin de Moscú, en la Plaza Roja.
Su hijo, Artiom Fiódorovich Serguéyev (1921-2008), fue adoptado por Iósif Stalin, llegó al rango de general-mayor de artillería y estuvo casado con Amaya Ruiz Ibárruri, la hija de Dolores Ibárruri y Julián Ruiz Gabiña.

## Literatura
Episodios de su vida sirvieron como base para la novela "Tren de los Pueblos" del escritor australiano Thomas Keneally, publicada en 2009.